# Сардинія (Огайо)
Сардинія (англ. Sardinia) — селище (англ. village) в США, в округах Браун і Гайленд штату Огайо. Населення — 1083 особи (2020).

## Географія
Сардинія розташована за координатами 39°0′31″ пн. ш. 83°48′3″ зх. д. / 39.00861° пн. ш. 83.80083° зх. д. (39.008689, -83.800897).  За даними Бюро перепису населення США в 2010 році селище мало площу 3,21 км², уся площа — суходіл.

## Демографія
Згідно з переписом 2010 року, у селищі мешкало 980 осіб у 363 домогосподарствах у складі 259 родин. Густота населення становила 306 осіб/км².  Було 416 помешкань (130/км²).
Расовий склад населення:
| - 99,2 % — білих - 0,3 % — корінних американців - 0,2 % — чорних або афроамериканців |

До двох чи більше рас належало 0,2 %. Частка іспаномовних становила 0,3 % від усіх жителів.
За віковим діапазоном населення розподілялося таким чином: 33,1 % — особи молодші 18 років, 57,0 % — особи у віці 18—64 років, 9,9 % — особи у віці 65 років та старші. Медіана віку мешканця становила 30,0 року. На 100 осіб жіночої статі у селищі припадало 86,3 чоловіків;  на 100 жінок у віці від 18 років та старших — 85,3 чоловіків також старших 18 років.
Середній дохід на одне домашнє господарство  становив 41 212 долари США (медіана — 31 615), а середній дохід на одну сім'ю — 42 502 долари (медіана — 35 417). Медіана доходів становила 35 833 долари для чоловіків та 25 833 долари для жінок. За межею бідності перебувало 34,2 % осіб, у тому числі 41,3 % дітей у віці до 18 років та 14,8 % осіб у віці 65 років та старших.
Цивільне працевлаштоване населення становило 481 осіб. Основні галузі зайнятості: освіта, охорона здоров'я та соціальна допомога — 26,2 %, виробництво — 14,3 %, роздрібна торгівля — 12,9 %, мистецтво, розваги та відпочинок — 11,9 %.